# Aurea
Áurea Isabel Ramos de Sousa (Santiago do Cacém, 7 de setembro de 1987), mais conhecida com o nome artístico Aurea, é uma cantora, compositora e atriz portuguesa. Aurea foi um dos nomes mais destacados e mais bem-sucedidos da música portuguesa durante a década de 2010.

## Carreira
Desde cedo afirmou que queria ser atriz e em 2005 frequentou o o curso de Teatro da Universidade de Évora onde o amigo Rui Ribeiro descobriu o seu talento para a música.
Gravam uma maqueta e o tema “Okay Alright” foi escolhido para fazer parte da banda sonora da série "Morangos com Açúcar". Em 2008 colabora com Vintém (ex-D’ZRT) no tema "É só conversa" do seu primeiro disco a solo. Em dezembro desse ano participa no concerto "Morangos Ao Vivo", realizado no Pavilhão Atlântico, onde cantou ao vivo o tema “Okay Alright” e ainda versões de “No One” (dueto com Vintém) e “Valerie” (dueto com Cifrão).
O álbum de estreia homónimo foi lançado a 27 de setembro de 2010, tendo atingido o primeiro lugar da tabela em Portugal ficando oito semanas seguidas no 1.º lugar. Rui Ribeiro foi autor de 9 dos 10 temas do seu álbum de estreia, que marca uma influências claramente pop e soul. O álbum foi produzido por João Matos e Ricardo Ferreira.
O álbum Viva Elvis The Album, lançado a 9 de Novembro de 2010, inclui uma nova versão de "Love Me Tender", num dueto virtual na qual foi adicionado a voz do rei junto à de Aurea.
Em maio de 2011, o talento de Aurea foi reconhecido na gala Globo de Ouro, onde lhe foi atribuído um galardão na categoria de Melhor Intérprete Individual.
Em 2011, venceu a categoria "Best Portuguese Act" dos prémios MTV Europe Music Awards. Ainda nesse ano é editado o álbum Aurea – Ao Vivo no Coliseu dos Recreios. Grava uma versão de "Dream A Litte Dream Of Me" para um anúncio da TMN.
O segundo álbum de estúdio, intitulado Soul Notes, foi lançado em 26 de novembro de 2012. O single de apresentação foi "Scratch My Back" estreou no mês anterior. O disco foi produzido pela Blim Records e contou novamente com a colaboração de Rui Ribeiro e Ricardo Ferreira.
Venceu novamente o Best Portuguese Act nos MTV Europe Music Awards de 2012 e assim ficou automaticamente nomeada para o prémio "Worldwide Act". Ainda em 2012, foi homenageada com uma estrela no Nirvana Studios - Wall of Fame.
Em 2013, participou no Rock in Rio em conjunto com a banda The Black Mamba. Em 2014, participou na edição brasileira do Rock In Rio conjuntamente com Boss AC. Em 2015, integrou o júri da 3.ª edição do The Voice Portugal.
Em março de 2016 lançou o álbum Restart que foi produzido por Cindy Blackman e Jack Davies, tendo sido gravado em Las Vegas. O álbum marca a sua estreia como compositora, assinando as faixas "Hold Me In Your Arms" e "Saint and Sinners". Restart conta com músicas como "I Didn´t Mean It" e "Restart". Grava o tema do genérico da novela "A Impostora".
Integra novamente em 2016 o júri da 4.ª edição do concurso The Voice Portugal.
Em 2017, grava uma versão de "Starman" no tributo a David Bowie organizado por David Fonseca. Em setembro de 2017 continua como mentora da 5.ª edição do concurso The Voice Portugal.

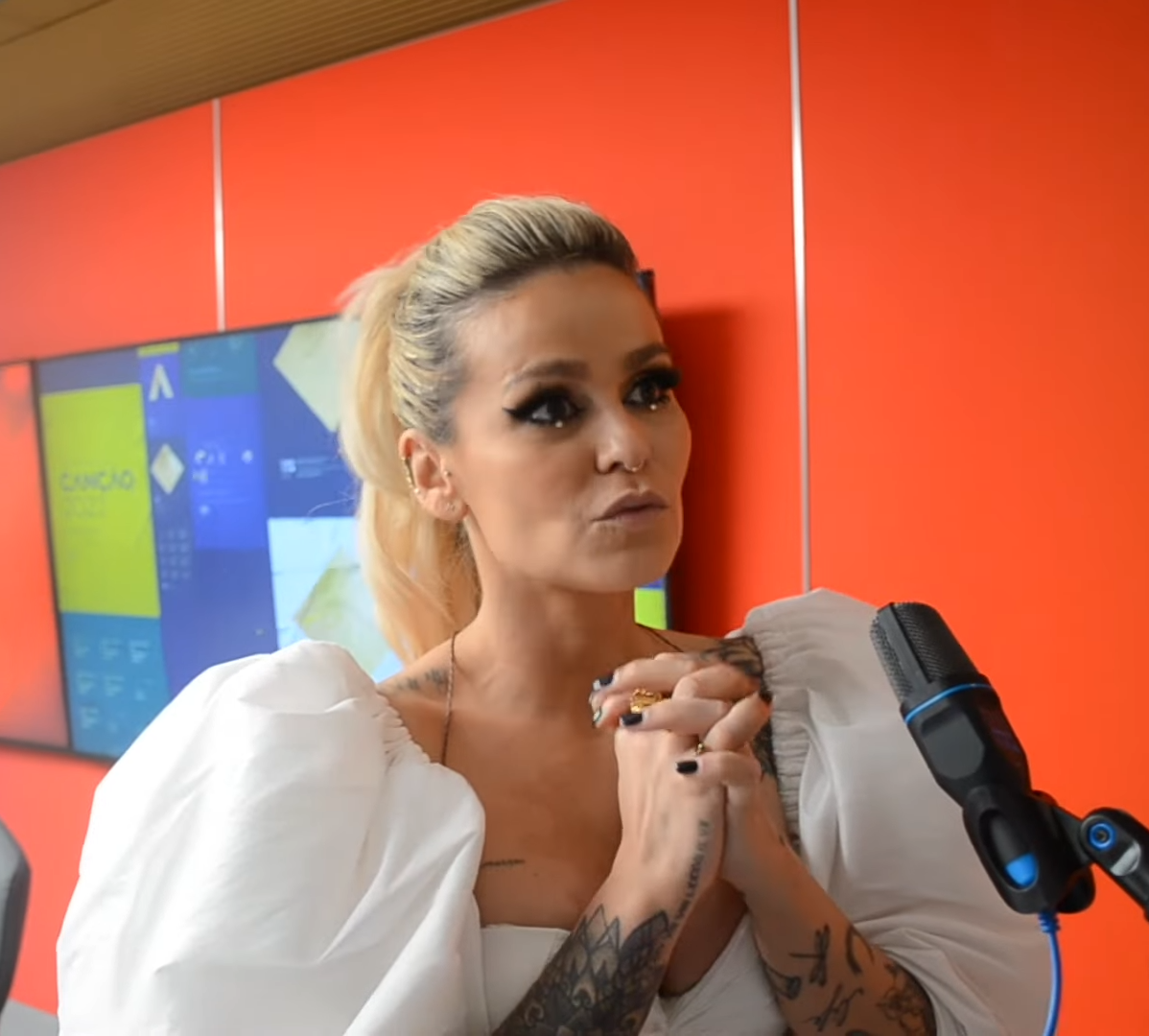
Aurea após a 1º Semifinal do Festival da Canção 2022

Em Maio de 2018, lança o álbum "Confessions” onde quis registar algumas das histórias ou ‘segredos’ que lhe foram confidenciando em vários momentos da sua vida. Confessions conta com músicas como "Done With You" e "Thrill Seeker"
Em setembro de 2018 continua como mentora da 6.ª edição do concurso The Voice Portugal.

## Influências
De entre as suas influências, estão nomes como Aretha Franklin, Joss Stone, John Mayer, Amy Winehouse, James Morrison e Zero 7.

## Discografia
Álbuns de estúdio
- 2010: Aurea
- 2012: Soul Notes
- 2016: Restart
- 2018: Confessions

## Prêmios e indicações
| Ano  | Prémio                                  | Categoria                    | Trabalho          | Resultado | Vencedor                                     | Causa da nomeação          |
| ---- | --------------------------------------- | ---------------------------- | ----------------- | --------- | -------------------------------------------- | -------------------------- |
| 2011 | Globos de Ouro                          | Canção do Ano                | "Busy (for me)"   | Indicado  | "O Amor É Mágico" - Expensive Soul           | "Busy (for me)"            |
| 2011 | Globos de Ouro                          | Melhor Intérprete Individual | Ela Mesma         | Venceu    | Aurea                                        | Trabalho realizado em 2010 |
| 2011 | Globos de Ouro                          | Revelação do Ano             | Ela Mesma         | Indicado  | André Villas-Boas                            | Trabalho realizado em 2010 |
| 2011 | MTV Europe Music Awards                 | Best Portuguese Act          | Ela Mesma         | Venceu    |                                              | Trabalho realizado em 2011 |
| 2011 | MTV Europe Music Awards                 | Best European Act            | Ela Mesma         | Indicado  | Lena                                         | Trabalho realizado em 2011 |
| 2012 | Nova Era Melhores do Ano                | Melhor Nacional              | "Busy (for me)"   | Indicado  | Buraka Som Sistema                           | "Busy (for me)"            |
| 2012 | MTV Europe Music Awards                 | Best Portuguese Act          | Ela mesma         | Venceu    | Aurea                                        | Trabalho realizado em 2012 |
| 2012 | MTV Europe Music Awards                 | Best European Act            | Ela mesma         | Indicado  | Dima Bilan                                   | Trabalho realizado em 2012 |
| 2013 | Globos de Ouro                          | Canção do Ano                | "Scratch My Back" | Indicado  | "Desfado" - Ana Moura                        | "Scratch My Back"          |
| 2013 | Personalidade Feminina Lux              | Música                       | Ela mesma         | Venceu    | Aurea                                        | Trabalho realizado em 2012 |
| 2016 | MTV Europe Music Awards                 | Best Portuguese Act          | Ela mesma         | Indicado  | David Carreira                               | Trabalho realizado em 2016 |
| 2018 | Troféus TV 7 Dias                       | Melhor Música de Genérico    |                   |           | Aurea                                        | "A Impostora"              |
| 2018 | Troféus de Televisão (site A Televisão) | Melhor Genérico              | A Impostora       | Venceu    | Aurea                                        | "A Impostora"              |
| 2020 | Prémios Fantastic!                      | Canção do Ano                | "Eu Gosto de Ti"  | Venceu    | "Eu Gosto de Ti" - Elas (Aurea e Marisa Liz) | "Eu Gosto de Ti" (Elas)    |
| 2022 | Prémios Fantastic!                      | Melhor Interpretação         | "Frágil"          | Venceu    | Aurea                                        | "Frágil"                   |

## Televisão
| Ano(s)    | Projeto                     | Papel           | Notas                 | Canal |
| --------- | --------------------------- | --------------- | --------------------- | ----- |
| 2015      | Nelo e Idália               | Aurea           | Participação Especial | RTP1  |
| 2015–2016 | The Voice Portugal 3        | Ela própria     | Mentora               | RTP1  |
| 2016      | The Voice Portugal 4        | Ela própria     | Mentora               | RTP1  |
| 2017      | The Voice Portugal 5        | Ela própria     | Mentora               | RTP1  |
| 2018      | The Voice Portugal 6        | Ela própria     | Mentora               | RTP1  |
| 2018–2019 | Alma e Coração              | Ela própria     | Participação Especial | SIC   |
| 2019      | Lip Sync Portugal           | Ela própria     | Concorrente           | SIC   |
| 2019      | Nazaré                      | Patrícia Finote | Participação especial | SIC   |
| 2019–2020 | The Voice Portugal 7        | Ela própria     | Mentora               | RTP1  |
| 2020–2021 | The Voice Portugal 8        | Ela própria     | Mentora               | RTP1  |
| 2021      | Festival RTP da Canção 2021 | Ela própria     | Jurada convidada      | RTP1  |
| 2021      | All Together Now            | Ela própria     | Jurada convidada      | TVI   |
| 2021–2022 | The Voice Portugal 9        | Ela própria     | Mentora               | RTP1  |
| 2022      | Festival RTP da Canção 2022 | Ela própria     | Concorrente           | RTP1  |
| 2022      | Uma Canção Para Ti 5        | Ela própria     | Jurada Convidada      | TVI   |
| 2023      | The Voice Kids Portugal 4   | Ela própria     | Mentora               | RTP1  |
| 2023      | I Love Portugal             | Ela própria     | Capitã de Equipa      | RTP1  |
| 2024      | A Máscara 4                 | Ela própria     | Investigadora         | SIC   |
| 2025      | A Máscara 5                 | Ela própria     | Investigadora         | SIC   |

## Representação
| Ano  | Trabalho              | Canal     | Papel           | Desempenho          | Importância  |              |
| ---- | --------------------- | --------- | --------------- | ------------------- | ------------ | ------------ |
| 2011 | Happy Feet 2          | sem canal | Glória          | Voz                 | Regular      |              |
| 2015 | Nelo e Idália         | RTP       | Aurea           | Representação Total | Participação |              |
| 2016 | Cantar!               | sem canal | Rosita          | Voz                 | Protagonista |              |
| 2018 | A Patrulha dos Gnomos | sem canal | Chloe           | Voz                 | Protagonista |              |
| 2018 | Alma e Coração        | SIC       | Aurea           | Representação total | Participação |              |
| 2019 | A Escritora           | sem canal | Clara           | Representação total | Participação |              |
| 2019 | Nazaré                | SIC       | Patrícia Finote | Representação total | Participação |              |
| 2021 | Cantar! 2             | sem canal | Rosita          | Representação total | Voz          | Protagonista |